# 2107 Ілмарі
2107 Ілмарі (2107 Ilmari) — астероїд головного поясу, відкритий 12 листопада 1941 року.
Тіссеранів параметр щодо Юпітера — 3,381.